# Адам Барейро
Адам Барейро (ісп. Adam Bareiro, нар. 26 липня 1996, Асунсьйон) — парагвайський футболіст, нападник аргентинського клубу «Рівер Плейт» та національної збірної Парагваю. Виступав також за клуби «Насьйональ» та «Сан-Лоренсо».

## Клубна кар'єра
Адам Барейро народився 1996 року в Асунсьйоні та є вихованцем футбольної школи клубу «Олімпія» (Асунсьйон). Дорослу футбольну кар'єру розпочав 2014 року в основній команді того ж клубу, проте до сновного складу команди не пробився, зігравши в лише одному матчі чемпіонату, і керівництво клубу в 2016 році віддало футболіста в оренду до іншого асунсьйонського клубу «Рівер Плейт». З 2017 року Барейро грав у складі клубу «Насьйональ», де став одним із основних гравців нападу команди, і до кінця 2018 року відзначився 26 забитими м'ячами в 69 проведених матчах за клуб.
На початку 2019 року Адам Барейро перейшов до мексиканського клубу «Монтеррей», проте вже після 9 проведених матчів керівництво клубу віддало футболіста в оренду до аргентинського клубу «Сан-Лоренсо», а у 2020 році в оренду до турецького клубу «Аланьяспор». У 2021—2022 роках парагвайський нападник також на правах оренди грав у мексиканському клубі «Атлетіко Сан-Луїс».
З 2022 року Барейро знову, цього разу на правах постійного контракту, грав у складі клубу «Сан-Лоренсо». У складі аргентинської команди парагвайський футболіст грав до середини 2024 року. У 2024 року Барейро перейшов до іншого аргентинського клубу «Рівер Плейт».

## Виступи за збірну
У 2023 році Адам Барейро дебютував у складі національної збірної Парагваю. У складі збірної був учасником розіграшу Кубка Америки 2024 року у США. Станом на жовтень 2024 року зіграв у складі збірної 9 матчів, у яких забитими м'ячами не відзначився.